# Rhinochimaera africana
Rhinochimaera africana – gatunek morskiej ryby zrosłogłowej z rodziny drakonowatych (Rhinochimaeridae). Gatunek rzadki i słabo poznany. 

## Występowanie
Występuje w południowo-wschodnim Oceanie Atlantyckim, na głębokościach 549–1450 m p.p.m.

## Rozród
Ryba jajorodna. Czas podwojenia populacji wynosi 4,5 do 15 lat.